# Satyrium retusum
Satyrium retusum är en orkidéart som beskrevs av John Lindley. Satyrium retusum ingår i släktet Satyrium och familjen orkidéer. Inga underarter finns listade i Catalogue of Life.